# Dumb és Dumber – Dilibogyók
Dumb és Dumber – Dilibogyók (Dumb and Dumber) 1994-ben bemutatott amerikai filmvígjáték, melyet a Farrelly testvérek forgatókönyve alapján Peter Farrelly rendezett. A főbb szerepekben Jim Carrey, Jeff Daniels és Lauren Holly látható.
A Metacritic oldalán a film értékelése 41% a 100-ból, ami 14 véleményen alapul. A Rotten Tomatoeson a Dumb és Dumber – Dilibogyók 68%-os minősítést kapott, 53 értékelés alapján.
A filmnek készült egy folytatása 2014-ben, Dumb és Dumber kettyó címen, amelyben a két színész ismét visszatér.

## Rövid történet
Két jó szándékú, de végtelenül ostoba barát keresztülutazik az Amerikai Egyesült Államokon, hogy visszajuttassanak egy táskát a tulajdonosának.

## Cselekmény
|  | Alább a cselekmény részletei következnek! |

Lloyd Christmas (Jim Carrey) és Harry Dunne (Jeff Daniels) legjobb barátok, akik a Rhode Island-i Providence-ben élnek és mindketten rendkívül ostobák. A limuzinsofőrként dolgozó Lloyd első látásra beleszeret Mary Swansonba (Lauren Holly), akit a repülőtérre fuvaroz. A nő a reptéren felejti az aktatáskáját, ezt látva Lloyd – aki nem tudja, hogy a bőrönd azt a pénzt tartalmazza, melyet Marynek az elrabolt férje életéért cserébe kell kifizetnie – megpróbálja visszajuttatni a táskát, de Mary Aspenbe tartó repülőgépe már felszállt. Lloyd és Harry csüggedten találkozik közös lakásukban, mivel mindketten elvesztették az állásukat. A párost a reptérről követi két bűnöző, Joe „Mental” Mentalinio (Mike Starr) és JP Shay (Karen Duffy), de amikor az ajtajukon kopogtatnak, Lloydék azt hiszik, hogy adósságbehajtók, a táskával kiszöknek a lakásból és csak később térnek vissza. Lloyd ráveszi Harry-t, hogy hagyják el Providence-t és keressék meg Maryt Aspenben, mert már elege van a nyomorult, keserves életmódból. Tudtukon kívül Mental és Shay követi őket. A bűnöző elrettentésképpen lefejezi Pepi papagájt. Dumb visszaragassza a lefejezett madár fejét, amit aztán elad egy vak tolószékes gyereknek.
Az út során különböző kalandokba keverednek: véletlenül patkányméreggel megölik a magát stopposnak kiadó Mentalt, mely az FBI figyelmét is felkelti. Colorado közelében Lloyd vesz egy rossz kanyart, és később kiderül, hogy egész éjszaka rossz irányba ment. Ezen feldühödve Harry haza akar menni, de Lloyd meggyőzi, hogy folytassák útjukat, ezután furgonjukat egy robogóra cserélik és azzal folytatják az utazást. A duó végül megérkezik Aspenbe, de nem találják Maryt. Az éjszakát a fagyos hidegben töltik, és egy verekedés során véletlenül felfedezik, hogy az aktatáska tele van pénzzel.
A pénzt luxusszállodai szobára, új ruhákra és egy Lamborghini Diablóra költik, mondván, hogy „minden kiadást feljegyeznek, és később visszafizetik”. Az újságban azt olvassák, hogy Mary és családja ott lesz egy jótékonysági gálán, melyen ezután Lloydék is részt vesznek. Az ünnepi gálán Lloyd odaküldi Harry-t, hogy az előkészítse barátja számára a terepet Marynél, de Harry önmaga számára szervez meg egy randit a nővel, Lloydnak pedig azt hazudja, hogy összehozott neki egy randit Maryvel. Miután másnap Lloyd egész nap hiába várakozik a bárban, rádöbben, hogy Harry hazudott neki.
Lloyd hashajtót kever Harry teájába, ezzel félreállítva őt, majd felkeresi Maryt és elmondja neki, hogy megtalálta az aktatáskáját, amit a repülőtéren felejtett. Lloyd szerelmet vall Marynek, de a nő elutasítja. Nicholas Andre (Charles Rocket), Swansonék egy barátja, aki valójában az emberrablás mögött áll, a helyszínre érkezik és követeli az aktatáskát, melyből azonban már szinte az összes pénz hiányzik. Dühében Nicholas túszul ejti Lloydot és Maryt, majd Harryt is. Amikor azon tanakodik, melyik túszt lője le először, Harry önként jelentkezik, de nem hal meg, mert az FBI korábban egy golyóálló mellényt adott neki. Az FBI emberei megrohamozzák a szállodát és letartóztatják Nicholast, illetve bűntársát, Shayt. Mary és férje, Bobby (Brad Lockerman) ismét találkozhat egymással.
A film végén Harry és Lloyd vándorol egy sivatagi országúton, miután a korábban vásárolt értéktárgyaikat elkobozták és a robogójuk is lerobbant. Váratlanul egy busz áll meg mellettük, melynek utasai bikinis modellek, és két olajozó fiút keresnek a csapatukba. Lloyd és Harry útba igazítja őket a közeli város felé, ahol a lányok találhatnak szerencsés férfiakat erre a pozícióra, teljesen figyelmen kívül hagyva azt a tényt, hogy akár ők is elvállalhatták volna a munkát.
|  | Itt a vége a cselekmény részletezésének! |

## Szereplők
| Színész          | Szereplő               | Magyar hang       |
| ---------------- | ---------------------- | ----------------- |
| Jim Carrey       | Lloyd Christmas / Dumb | Kerekes József    |
| Jeff Daniels     | Harry Dunne / Dumber   | Haás Vander Péter |
| Lauren Holly     | Mary Swanson           | Orosz Helga       |
| Karen Duffy      | J.P. Shay              | Kiss Erika        |
| Mike Starr       | Joe Mentalino          | Gáti Oszkár       |
| Charles Rocket   | Nicholas Andre         | Kálid Artúr       |
| Victoria Rowell  | Bess, FBI-ügynöknő     | Balázs Ágnes      |
| Cam Neely        | Sea Bass / Zsilett     | Jakab Csaba       |
| Brad Lockerman   | Bobby Swanson          | Rosta Sándor      |
| Hank Brandt      | Karl Swanson           | Izsóf Vilmos      |
| Teri Garr        | Helen Swanson          | Kocsis Mariann    |
| Harland Williams | Országúti rendőr       | Végh Péter        |
| Felton Perry     | Dale detektív          | Balázsi Gyula     |

## Kapcsolódó művek
1995-ben a Hanna-Barbera egy 13 részből álló rajzfilmsorozatot készített a filmhez, melyben szerepelt még egy hód is, aki okosabb volt mindkét karakternél. 2003-ban egy előzményfilm is készült, "Dumb és Dumber – Miből lesz a dilibogyó" címmel, melynek szinte semmi köze nem volt az első film stábjához, és meglehetősen rossz kritikákat is kapott. 2011-ben azonban megkezdődtek a valódi folytatás előkészületei, mely 2014-ben került a mozikba, és mind Jim Carrey, mind Jeff Daniels szerepel benne.

## Bővített változat
A film megjelent DVD-n is, egy különleges, vágatlan változatban, amelybe belekerült néhány extra jelenet, illetve néhányat kibővítettek:
- Amikor Mental megöli Peti papagájt, a jelenetet meghosszabbították.
- Az útmenti bisztróban Dumb kifogásolja, hogy nincs az ásványvizében buborék, mire a pincérnő szívószállal belefúj.
- Zsilett hamburgerbe köpős jelenete hosszabb és valamivel gusztustalanabb lett.
- A Második Nászút motelben Dumb egy üvegpohárral hallgatja a szomszéd szobai történéseket, majd azon kezdenek el viccelődni, mit tennének egymással, ha ők is egy pár lennének.
- Miközben Shay és Mental várják a fiúkat az út mentén, Shaynek el kell mennie vécére.
- Zsilett és Dumb benzinkúti vécében történő afférját újraszerkesztették: ezúttal úgy tűnik, mintha Zsilett meg akarná őt erőszakolni.
- Az affér utáni autókázás közben Dumber kamionsofőrös poénokkal élcelődik Dumbon.
- Amikor Dumb, Dumber és Mental a kocsiban ülnek és énekelnek, és Dumber azt mondja: "Nézd újabb stopposok! Vegyük fel őket!", látni lehet, hogy Mental elő akarja húzni a pisztolyát, hogy lelője őket. Ezek után felvesznek néhány latin-amerikai zenészt, akikkel együtt kezdik el énekelni az ABC dalt (eredetileg Mockingbird Song).
- Azon jelenet között, mikor Shay és Mental leállnak az út szélén a kocsijukkal "lerobbanást" színlelve, Dumb és Dumber azon heccelik egymást, vajon melyikük fogad arra, hogy a benzinpénzük kitart az út végéig.
- A hotelben a Maryvel való síelés előtt Dumber felvesz egy elasztikus síruhát, és Dumb megkérdezi tőle, minek az neki. Majd azon kezd el gondolkozni, hogy ha feleségül venné Maryt, akkor Mary Christmas lenne a neve.
- Miután Dumber nem tudta megjavítani Mary vécéjét, leemeli a helyéről, és a tartalmát kiönti az ablakon.
- Dumb egy nagymonológban mondja el Mary iránt érzett szerelmét, és megparancsolja Dumbernek, hogy maradjon távol a nőtől.